# Campera Outlet
Campera é um centro comercial do tipo outlet, o primeiro do seu género em Portugal, tendo sido inagurado no ano 2000. Situa-se na zona do Carregado, parte do concelho de Alenquer. A sua localização fica a 30 km de distância do centro de Lisboa e 20 km do Aeroporto de Lisboa, sendo acessível pelas principais autoestradas como a A1,N3 e A10. Além do conceito Outlet e das marcas relevantes presentes no Centro, o Campera tem um espaço ao ar livre.
Detém cerca de 23 mil metros quadrados de área locável e um total de 124 lojas. 
Em novembro de 2023, o Grupo Domingos Névoa, de Braga comprou ao Fungepi – Fundo de Gestão de Património Imobiliário do Novobanco, o Campera Outlet.

## Lojas
Numa primeira fase abriram 80 lojas e subsequentemente outras 40 adicionais numa 2ªa fase perfazendo um total de 120 lojas. As principais marcas presentes no Campera Outlet são:
- Nike[6]
- Auchan[7]
- Lefties
- Mango[8]
- Fifty
- Calzedonia[9]
- Perfumes e Companhia[10]
- Seaside
- Sacoor
- Levi Strauss & Co.
- Salsa
- Decénio[11]
- Lion Of Porches[12]
- Multiopticas
- McDonald’s[13]
- Telepizza.[14]